# Mishellénisme
Le mishellénisme (prononciation : /mi.zɛ.le.nism/) est une détestation, un mépris de la Grèce, des Grecs et de la culture grecque.

## Moyen Âge
Au Moyen Âge, la Grèce et les Grecs étaient présentés par la propagande des clercs de l’Église catholique avec suspicion, mépris voire dégoût. Selon Paul Tannery, cette suspicion est un héritage du schisme de 1054 entre Rome et Constantinople : en occident, toute l’histoire romaine et celle du christianisme ont, depuis, été récrites de manière à présenter l’église de Rome comme seule héritière légitime de l’église primitive, à rejeter la responsabilité du schisme sur les quatre autres patriarches (Constantinople, Alexandrie, Antioche et Jérusalem) et à occulter le fait qu’après avoir quitté la Pentarchie (qu’elle ne reconnaît d’ailleurs pas) Rome s’en est éloignée théologiquement et canoniquement au fil des 14 conciles qui lui sont propres. Même l’appellation d’« Empire byzantin » (qui apparaît seulement en 1557, sous la plume d’un historien allemand, Hieronymus Wolf) a pour but de séparer l’histoire de l’Empire romain d'Orient, présenté de manière péjorative, de celle de l’Empire d'Occident, revendiqué comme « matrice de l'Occident », en dépit du fait que les citoyens de l’Empire d’Orient nommaient leur État Basileía tôn Rhômaíôn (« empire des Romains »), et ne se sont jamais désignés comme « Byzantins » mais se considéraient comme des Romains (Rhomaioi, terme repris par les Perses, les Arabes et les Turcs qui les appellent « Roum »).
À la fin du XIe siècle, les chroniqueurs normands Geoffroi Malaterra et Guillaume de Pouille qualifieront les Grecs de « gens mous, paresseux, lâches et efféminés par leur manière de se vêtir et par leurs mœurs trop raffinées, qui leur ont fait perdre ce qui fait la force et le prestige des Normands : le courage à la guerre, l'aptitude à supporter les privations, le sens de l'honneur et du sacrifice ».
Lors des croisades, le raffinement de la civilisation byzantine éveillait la méfiance des chevaliers occidentaux, épris de chasse et de prouesses guerrières ; ils n'avaient que mépris pour « ces petits Grecs efféminés, les plus lâches des hommes », dont ils craignaient les ruses et la traîtrise.
Cette vision péjorative rendit moralement acceptable (en Occident) le sac de Constantinople par la Quatrième croisade, qui élargit encore le fossé sur les plans religieux et politique. La prise de Constantinople par les Croisés en 1204 et le partage de l’Empire byzantin affaiblirent définitivement les États grecs face aux Arabes et aux Turcs musulmans du Proche Orient et face à l’Occident latin, qui s’empara alors de l’hégémonie mondiale. Même si d’un point de vue local, dès 1261-1262 les Grecs avaient reconquis leur capitale et recréé leur Empire, la puissance et le rayonnement byzantin avaient définitivement pâli. Enfin, la prise de Constantinople en 1453, et d'Athènes en 1456 par les Ottomans de Mehmed II achevèrent de ternir l’image des Hellènes en Occident.
Cette situation occulta la transmission par l’Empire grec de sa culture, de ses savoirs et de ses technologies, non seulement aux Arabes de l’orient, mais aussi à ceux de l’occident, par exemple au Xe siècle, lorsque Constantin VII et Romain Lécapène envoient des copies des bibliothèques impériales à Hasdaï ibn Shaprut, ministre du calife de Cordoue Abd al-Rahman III. Parmi ces copies, on trouve De materia medica, du médecin et botaniste grec Dioscoride. Les Juifs helléniques furent aussi un facteur oublié de transmission des savoirs grecs vers l’Occident. Bien qu’elle ait été étudiée par les « philhellènes », cette transmission reste largement ignorée dans l’historiographie classique occidentale, qui affirme tenir des Arabes sa redécouverte du patrimoine antique, sans se demander d’où ceux-ci le tenaient : n’appelons-nous pas « hammam » les thermes, et « style mauresque » l’art roman byzantin, adapté aux goûts des Arabes ?[style à revoir] Les « philhellènes », eux, affirment qu’au XVe siècle, c’est en grande partie par l’intermédiaire de manuscrits byzantins que l’on redécouvrit en Occident la science antique, principalement à travers Aristote et Ptolémée. Quelques décennies avant la chute de Constantinople, des érudits grecs commencèrent à émigrer vers Venise et les principautés italiennes, emportant avec eux quantité de manuscrits.
L’évènement politique déterminant de ce transfert des « humanités » du monde byzantin vers l’Italie est le concile de Florence de 1438, au cours duquel l’empereur grec Jean VIII Paléologue sollicita (vainement) l’appui des royaumes occidentaux contre la menace d’invasion musulmane. Des érudits comme Manuel Chrysoloras, Démétrios Kydones, François Philelphe, Giovanni Aurispa, ou Vassilios Bessarion jouèrent un rôle particulièrement actif dans la transmission des écrits grecs, telle l’encyclopédie appelée Souda (du grec ancien Σοῦδα / Soũda) ou Suidas (du grec ancien Σουίδας / Souídas) constituée vers la fin du IXe siècle et imprimée par Démétrius Chalcondyle à Milan en 1499. Les bibliothèques vaticane et vénitienne (Biblioteca Marciana) recèlent encore de nombreux manuscrits astronomiques de cette époque, totalement inédits ou édités récemment, comme le Vaticanus Graecus 1059 ou le Marcianus Graecus 325 de Nicéphore Grégoras. Ce transfert culturel et scientifique joua un rôle important dans l’avènement de la Renaissance, mais il fut profondément occulté par le mishellénisme ambiant qui domina longtemps l’inconscient collectif occidental.

## Époque moderne

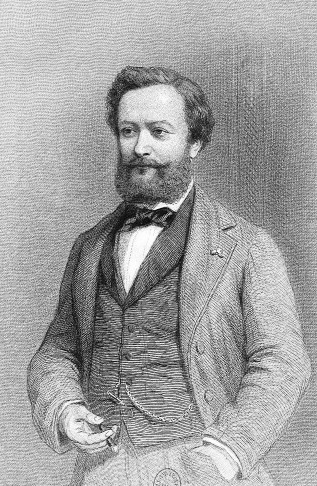
Edmond About.

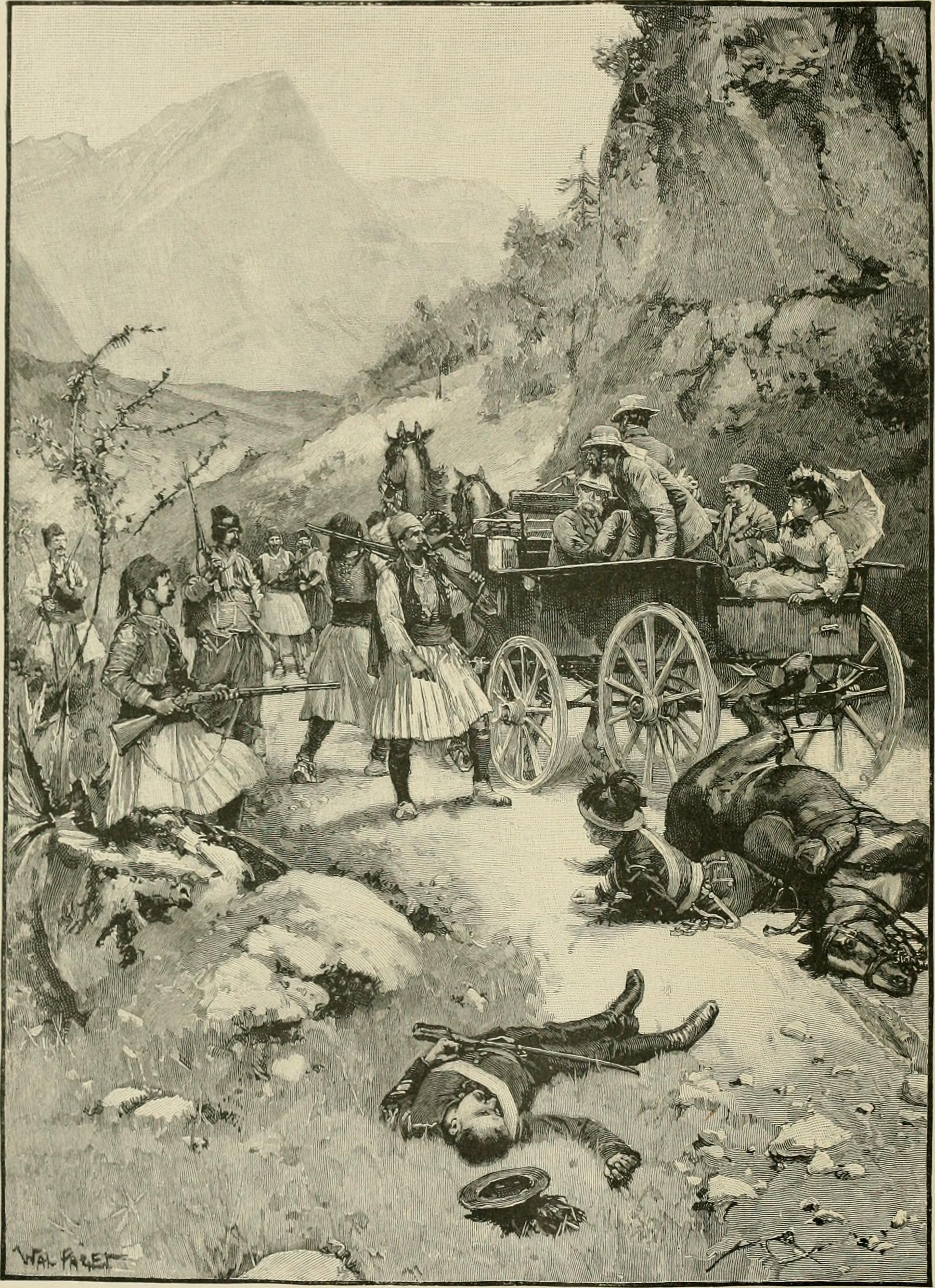
Un exemple de brigandage : en 1870, des klephtes capturent des touristes britanniques et italiens pour en tirer rançon, après avoir abattu l’escorte. Ce type de méfait purement crapuleux a nourri le mishellénisme à l’époque d’Edmond About.

Aux époques moderne et contemporaine, des auteurs occidentaux sont « victimes » de leurs lectures, imprégnées de mishellénisme sans qu’ils en soient conscients : même Voltaire, influencé par Wolf, voit en Byzance un « modèle d’obscurantisme religieux et fossoyeur des arts », tandis que pour Édouard Thouvenel « l’Orient est un ramassis de détritus de races et de nationalités dont aucune n’est digne de notre respect » ; quant à Edward Gibbon, il décrit l’Empire grec comme un état dogmatique (c’est l’un des sens du mot « orthodoxe ») n’ayant rien à léguer à l’Occident. D'autres exemples de ces opinions se trouvent dans les ouvrages des ecclésiastiques René François Rohrbacher ou Jean Claude Faveyrial.
À côté de ce mishellénisme historique, souvent inconscient, un « mishellénisme de déception » apparait au début du XIXe siècle lorsque les voyageurs nourris de l’imaginaire romantique de Winckelmann et de lord Byron découvrent une Grèce ottomane bien différente de leurs attentes : un pays méditerranéen pauvre, patriarcal, clanique, clientéliste, peu instruit, ignorant tout de son histoire (peu nombreuse, sa classe intellectuelle vit à Constantinople ou à l’étranger). La Grèce est parcourue par des bandes de toute sorte, armatoles ou klephtes plus brigands que héros, pour lesquels le visiteur étranger est d’abord une source de gains faciles. Pendant la Guerre d'indépendance grecque, ce « mishellénisme de déception » est renforcé par le massacre de la population turque de Tripolitsa et le pillage du butin par les insurgés de Theódoros Kolokotrónis, et par leur indiscipline, en particulier à Nauplie en 1832, lors de l’expédition de Morée. Face au « mishellénisme de déception », l’un des arguments des philhellènes et de l’engagement de l’Occident pour la cause grecque, était que les Grecs ottomans auraient « dégénéré » en raison de leur longue sujétion (quatre siècles) aux Turcs. Mais lorsqu’après leur libération, les Grecs ne se montrent pas « meilleurs » comme l’avaient espéré les Occidentaux, le discours se modifia. 
On trouve chez Edmond About des opinions mishelléniques, mais elles ne sont pas exclusives car par ailleurs About trouve le pays admirable, estime que les Grecs sont « un des peuples les plus spirituels de l’Europe [qui] travaille facilement » et salue leur passion pour la liberté, leur sentiment de l’égalité et leur patriotisme sincère. Les critiques d’About, dans son style caractéristique, caustique et incisif, très goûté à l’époque, s’adressent moins aux Grecs en général qu’aux oligarques et aux brigands malhonnêtes n’ayant rien à voir avec leurs ancêtres du temps de Périclès. Préfigurant ainsi les discours du XXIe siècle sur la « crise grecque », About ne décrit pas tous les Grecs, mais une classe dirigeante corrompue par le clientélisme méditerranéen, pudiquement occultée par la mode philhelléniste. Ses descriptions, abusivement généralisées par d’autres commentateurs à toute la population grecque, forment dans l’esprit des lecteurs un contraste entre la Grèce antique, positive, et la Grèce moderne, méprisable. 
Edmond About a aussi décrit l’archétype du bandit de grand chemin qui n’a plus l’excuse d’être un insurgé patriote, lorsqu’en 1870, durant le règne de Georges Ier, de tels bandits prennent en otage des touristes italiens et britanniques près d’Oropos. Alors que la rançon est en train d’être réunie, l’assaut de l’armée grecque aboutit à la mort des bandits mais aussi à celle des otages, massacrés par leurs ravisseurs. Cette tragédie entraîne une forte campagne de presse à l’étranger, notamment en Grande-Bretagne, visant indistinctement le royaume grec et sa population. Nul n’évoque les conditions environnementales, économiques et sociales du monde méditerranéen du XIXe siècle, très différent de celui de l’antiquité et devenu, en Grèce comme ailleurs, une terre de misère, d’illettrisme, de violence et d’émigration.
Au XXe siècle, le Guide Bleu de Paris à Constantinople de 1914 précise, à propos des guides-interprètes d’Istanbul : « Grecs, Arméniens ou Juifs, tous sont ignorants et incapables de donner des explications si on les sort de leur routine habituelle »… tout en concédant que « les Juifs, moins arrogants, plus modestes, sont somme toute préférables ». Entre 1919 et 1922, eut lieu la guerre gréco-turque qui aboutit à la reprise par les nationalistes turcs, des terres concédées à la Grèce par le Sultan ottoman au traité de Sèvres, et en partie peuplées de populations grecques. Ce fut l’occasion pour un autre écrivain français, Pierre Loti, d’exprimer son mishellénisme en approuvant l’expulsion de ces populations, nonobstant les violences qui coûtèrent la vie à 480 000 grecs de Turquie. Le mishellénisme se retrouve jusque dans le domaine des jeux de hasard où le mot « grec » désigne un tricheur.
Durant la Première Guerre mondiale, les « Vêpres grecques » aussi furent le sujet d’une série d’articles mishelléniques dans les médias de Paris et Londres.

## Époque contemporaine
Ainsi, le mishellénisme est un phénomène millénaire, ayant, comme l’antisémitisme, des racines religieuses anciennes, mais toujours actuel, apparaissant parfois dans la bande dessinée où il peut aussi être un substitut à l’antisémitisme, lorsque celui-ci n’est plus ouvertement exprimable. Sur les plans politique et médiatique, ce sont des motifs économiques et politiques qui peuvent susciter une hostilité émotionnelle face aux « Levantins » : en 2012, des ministres allemands (Wolfgang Schäuble, Guido Westerwelle, Philipp Rösler) et des périodiques comme The Economist, Le Figaro ou Der Spiegel ont attribué aux seuls Grecs, tous collectivement jugés « irresponsables, profiteurs et menteurs », la responsabilité la crise de la dette publique grecque, comme s’il n’y avait pas depuis 2008 une crise financière internationale.

### Ouvrages
- (fr) Sophie Basch, Le mirage grec. La Grèce moderne devant l'opinion française. (1846-1946)., Hatier, Paris, 1995.  (ISBN 2-218-06269-0)
- (fr) Sophie Basch (dir.), La métamorphose des ruines., École française d'Athènes (coll. Champs helléniques modernes), Athènes, 2004.  (ISBN 2869581742)
- (fr) Georges Contogeorgis, Histoire de la Grèce, Hatier, coll. « Nations d'Europe », 1992  (ISBN 2-218-03-841-2).
- (fr) Gilles Grivaud (éditeur), Le(s) mishellénisme(s), Actes du séminaire tenu à l'École française d'Athènes, 16-18 mars 1998, Athènes, éd. École française d'Athènes (coll. Champs helléniques modernes et contemporains 3), 2001.  (ISBN 2-86958-191-2)
- (en) Terence Spencer, Fair Greece, Sad Relic. Literary Philhellenism from Shakespeare to Byron., Denis Harvey, Athènes, 1986.  (ISBN 0907978215) (première édition 1954)

### Articles
- (fr) Catherine Valenti, « L'École française d'Athènes au cœur des relations franco-helléniques. 1846-1946. », Revue d'Histoire moderne et contemporaine, no 50-4, 2003. lire sur Cairn